# Våthults landskommun
Våthults landskommun var en tidigare kommun i Jönköpings län.

## Administrativ historik
Den 1 januari 1863 började kommunalförordningarna gälla och då inrättades cirka 2 500 kommuner (städer, köpingar och landskommuner), tillsammans täckande hela landets yta.
I Våthults socken i Västbo härad i Småland inrättades då denna kommun. Landskommunen uppgick 1952 i Gislaveds köping som sedan 1971 ombildades till Gislaveds kommun.